# Кулагаш
Кулагаш — река в России, протекает по Кош-Агачскому району Республики Алтай. Устье реки находится в 57 км по левому берегу реки Аргут. Длина реки составляет 19 км. Высота устья — 1206 м над уровнем моря.

## Описание
Река Кулагаш образуется двумя истоками ледникового происхождения. Левый (орографически) исток (Левый Кулагаш) берёт начало на леднике, который расположен у безымянной вершины Катунского хребта между перевалами Левый Кулагаш, соединяющим долину Кулагаша и долину Куркуре (приток Иедыгема), и Медвежий, соединяющим долину Кулагаша и реки Орочаган (приток Коксу). Правый (орографически) исток (Правый Кулагаш) берёт начало в 6—7 км восточнее, с другого ледника, залегающего под водоразделом между правым Кулагашем и рекой Кошбулак (приток Коксу). От места слияния двух истоков Кулагаш течёт на северо-восток.
Тропы по Кулагашу практически нет, в верховьях на левом берегу попадаются отдельные участки старой тропы, также активно используемые медведями. Есть участок конной тропы на правом берегу, начинающийся от разрушенного зимовья в устье. Ущелье окружено высокими горами с висячими долинами. Из значительных притоков в Кулагаш впадает река Сарысу.
В 5,5 км от устья Кулагаша, на левом берегу, имеется непроходимая для человека, подвижная и камнеопасная осыпь, образовавшаяся не так давно. При движении по левому берегу необходимо переходить реку несколько выше этого места (имеется узкое место, где легко организовать переправу). Безопасный переход вброд в сезон высокой воды возможен лишь в верховьях реки, на разливах.
На прохождение ущелья Кулагаша требуется не менее двух дней. Места дикие, крайне редко посещаемые людьми.

## Данные водного реестра
По данным государственного водного реестра России относится к Верхнеобскому бассейновому округу, водохозяйственный участок реки — Катунь, речной подбассейн реки — Бия и Катунь. Речной бассейн реки — (Верхняя) Обь до впадения Иртыша.